# 初雁 (水雷艇)
|                 | |
| 艦歴            | |
| 計画            | 昭和6年度計画（①計画）                                                                                               |
| 起工            | 1933年4月6日 |
| 進水            | 1933年12月19日 |
| 就役            | 1934年7月15日竣工 |
| 除籍            | 1947年5月3日 |
| その後          | 1948年 香港で解体 |
| 要目（竣工時）  | |
| 排水量          | 基準：535英トン 公試：772トン                                                                                        |
| 全長            | 82.00m |
| 全幅            | 7.40m（バルジを除く）                                                                                                |
| 吃水            | 2.30m |
| 機関            | ロ号艦本式缶2基 艦本式タービン2基 2軸、11,000馬力                                                                    |
| 速力            | 28ノット |
| 航続距離        | 14ノットで3,000海里                                                                                                  |
| 燃料            | 重油：120トン |
| 乗員            | 120名 |
| 兵装 （竣工時） | 45口径三年式12センチ単装砲3基 13mm機銃1挺 53センチ魚雷連装発射管1基2門 （魚雷2本） 爆雷投射機1基 爆雷 単艦式大掃海具 |

初雁（はつかり）は、日本海軍の水雷艇。千鳥型の4番艇である。ロンドン軍縮条約の影響によりミニ駆逐艦ともいえるほど重武装の艦艇として艤装中に、同型艇「友鶴」が演習中に転覆するという友鶴事件を引き起こし、設計を改めて工事を行い竣工した。

## 艇歴
1932年（昭和7年）12月10日、初雁と命名され、水雷艇に類別。1933年（昭和8年）4月6日に藤永田造船所で起工。同年12月19日進水。艤装中の1934年（昭和9年）3月12日に友鶴事件が起こり工事を中断。事故調査の結果、千鳥型を含む藤本喜久雄造船少将が設計していた艦は、復原性の不足が指摘され、設計を改めて工事を再開して1934年7月15日に竣工し、佐世保鎮守府籍、第21水雷隊に編入された。
1935年（昭和10年）9月に第四艦隊事件が起き千鳥型も1936年（昭和11年）8月から11月にかけて改善工事が行われた。詳細は明らかでないが他艦ほど大きな問題にはならなかったようである。ただ速力は更に低下し27ノットほどだったと言われる。
1936年（昭和11年）12月に第21水雷隊を同型艇4隻で編成し中国方面へ進出、上陸支援や封鎖作戦などに従事した。太平洋戦争開戦後、緒戦は南方の攻略作戦を支援。1942年3月から4月には西部ニューギニア戡定作戦に参加。その後は船団護衛などに従事した。終戦時は香港に所在。1947年（昭和22年）5月3日に除籍され、1948年（昭和23年）香港で解体。

## 歴代艇長
艤装員長
- 柳川正男 少佐：1934年1月11日[8] -

水雷艇長
- 柳川正男 少佐：1934年7月15日[9] - 1935年7月18日[10]
- 隈部伝 少佐：1935年7月18日[10] - 1936年12月1日[11]
- 杉谷永秀 少佐：1936年12月1日[11] - 1938年5月20日[12]
- 南六右衛門 少佐：1938年5月20日[12] - 1938年12月15日[13]
- （兼）井上磯次 少佐：1938年12月15日[13] - 1939年10月5日[14]
- 田岡清 大尉：1939年10月5日[14] - 1940年3月1日[15]
- 山名寛雄 少佐：1940年3月1日[15] - 1940年10月15日[16]
- 森岡昌雄 大尉：1940年10月15日[16] - 1941年8月20日[17]
- 中尾九州男 大尉：1941年8月20日[17] -